# دون كينغ (موسيقي)
دون كينغ (بالإنجليزية: Don King)‏ هو موسيقي ومغني وكاتب أغاني أمريكي، ولد في 4 مايو 1954 في فريمونت في الولايات المتحدة.